# Oberhallau
Oberhallau (toponimo tedesco) è un comune svizzero di 439 abitanti del Canton Sciaffusa.